# (3512) Eriepa
(3512) Eriepa es un asteroide perteneciente al cinturón de asteroides, descubierto el 8 de enero de 1984 por Joe Wagner desde la Estación Anderson Mesa (condado de Coconino, cerca de Flagstaff, Arizona, Estados Unidos).

## Designación y nombre
Designado provisionalmente como 1984 AC1. Fue nombrado Eriepa en homenaje a la ciudad natal del descubridor, Erie (Pensilvania).